# Pep Gorgori
Pep Gorgori González (Barcelona, 1977) és un musicòleg i periodista català, especialment conegut pel seu treball a Ràdio4 i al diari ABC.
També és conegut per ser el director del programa de RNE4, L'Hora Clàssica, que presenta conjuntament amb Marga Lluch, filla del cèlebre periodista radiofònic Joan Lluch. També ha col·laborat en programes de Sílvia Tarragona i Rosa Gil, on ha aportat la seva perspectiva musical i crítica. Al llarg de la seva trajectòria, ha treballat també com a periodista radiofònic als serveis informatius de la Cadena SER i RAC1, i ha col·laborat amb la Revista Musical Catalana, a més d'altres publicacions especialitzades com a Ópera Actual i Scherzo.
Pep Gorgori ha publicat la biografia de la soprano Victòria dels Àngels, titulada Tot semblava tan senzill. Publicada per l'editorial Ficta, aquest llibre és fruit d'una exhaustiva investigació que va durar quatre anys i va implicar la consulta de noranta mil documents repartits en trenta arxius diferents. La biografia ha estat lloada per la seva narrativa atractiva i la seva capacitat per humanitzar i fer accessible al gran públic la figura de la cantant. La crítica n'ha destacat l'enfocament seriós i reflexiu per aprofundir en la formació de Victòria dels Àngels, els seus suports, i les dificultats personals que va afrontar, incloent la seva lluita contra la depressió i la traïció, sense oblidar la seva talla artística, que la va portar a l'èxit internacional.
Va ser comissari de l'exposició Aquella eterna admiració, sobre Victòria dels Àngels i Alicia de Larrocha, al Palau Robert de Barcelona, en el marc del centenari de totes dues intèrprets. També va coordinar les activitats de l'Any Enric Granados el 2016. Com a productor, ha col·laborat en dos discos de l'organista Juan de la Rubia, dedicats a la música de Bach i Antonio de Cabezón.
Va estudiar Periodisme en la Universitat Autònoma de Barcelona. En aquesta mateixa universitat, va iniciar els estudis d'Història i Ciències de la Música, que va acabar en la Universitat de La Rioja en 2010. Posteriorment, va cursar un màster en Gestió Cultural i Polítiques Culturals especialitzat en música en Goldsmiths College (University of London). En 2025 té previst dipositar la seva tesi doctoral, dedicada a la interpretació amb criteris històricament informats a Espanya en el terç central del segle xx, i més concretament en la labor del grup Ars Musicae de Barcelona. Com a musicòleg, ha participat en diferents congressos nacionals i internacionals, incloent l'últim congrés de la Societat Internacional de Musicologia, celebrat a Atenes.